# Liste der Monuments historiques in Voudenay
Die Liste der Monuments historiques in Voudenay führt die Monuments historiques in der französischen Gemeinde Voudenay auf.

## Liste der Objekte
| Bezeichnung              | Beschreibung                          | Standort                       | Kennzeichnung | Schutzstatus | Datum | Bild |
| ------------------------ | ------------------------------------- | ------------------------------ | ------------- | ------------ | ----- | ---- |
| Büste Madonna            | Kalkstein, 15. Jahrhundert            | in der Kirche St-Martin (Lage) | PM21002594    | Classé       | 1916  |      |
| Skulptur Heiliger Martin | Kalkstein, farbig gefasst, um 1500    | in der Kirche St-Martin (Lage) | PM21002595    | Classé       | 1967  |      |
| Gemälde Abendmahl        | Ölfarbe auf Leinwand, 17. Jahrhundert | in der Kirche St-Martin (Lage) | PM21003385    | Inscrit      | 1972  |      |
| Glocke                   | Bronze, 1501 gegossen; zerstört       | in der Kirche St-Martin (Lage) | PM21002593    | Classé       | 1913  |      |